# Джордж, Девиан
Девиан Джамар Джордж (англ. Devean Jamar George; род. 29 августа 1977, Миннеаполис, Миннесота) — американский профессиональный баскетболист, игравший на позиции лёгкого форварда. Он выиграл три чемпионата НБА с «Лос-Анджелес Лейкерс».

## Профессиональная карьера

### «Лос-Анджелес Лейкерс» (1999–2006)
Джордж был выбран «Лос-Анджелес Лейкерс» под 23-м номером на драфте НБА 1999 года и подавал большие надежды, особенно к третьему сезону, когда его энергия, дальние броски и защита сделали его ключевой заменой, и он появлялся в каждой игре. Он был игроком «Лейкерс» три чемпионских сезона подряд, выполняя роль замены Рика Фокса. В результате клуб продлили с ним контракт в 2002 году, и с годами его старания, игра в обороне, трехочковые броски и готовность делать то, что от него требовали, понравились многим фанатам «Лейкерс».

### «Даллас Маверикс» (2006–2009)
В августе 2006 года в качестве свободного агента Джордж подписал двухлетний контракт на 4.2 миллиона долларов с «Даллас Маверикс», и по ходу сезона он завоевал доверие тренера Эйвери Джонсона и стал более неотъемлемой частью плана игры.
После окончания сезона НБА 2006/07 Джордж стал неограниченно свободным агентом. «Маверикс» дали ему и его агенту возможность принять участие или отказаться от возможного второго сезона с «Маверикс» за 2.16 миллиона долларов. По состоянию на 30 июня Джордж решил отказаться от второго сезона с «Далласом», но в конце концов, не имея другого выбора, 9 июля повторно подписал контракт на 2.5 миллиона долларов.
В феврале 2008 года Джордж получил широкую огласку, когда отказался участвовать в более крупной сделке, которая отправила бы Джейсона Кидда в «Маверикс», а Джорджа в «Нью-Джерси Нетс». В конечном итоге сделка была завершена без участия Джорджа.
11 марта 2009 года Джордж повредил правое колено в игре против «Портленд Трэйл Блэйзерс». 27 марта Джорджу сделали артроскопическую операцию по удалению фрагментов хряща из поврежденного колена. У Джорджа была возможность стать свободным агентом в конце сезона, но он решил использовать свой вариант игрока, чтобы остаться в команде.

### «Голден Стэйт Уорриорз» (2009–2010)
8 июля 2009 года Джордж участвовал в обмене с тремя командами, в результате которого он и Антуан Райт перешли в «Торонто Рэпторс», Шон Мэрион и Крис Хамфрис в «Маверикс», а Джерри Стэкхауз — в «Мемфис Гриззлис». 30 июля 2009 года позже Джордж был отдан «Голден Стэйт Уорриорз» вместе с денежным вознаграждением за Марко Белинелли.
В декабре 2011 года после окончания локаута НБА Джордж попробовал себя за «Миннесота Тимбервулвз» из родного города. Он не попал в их окончательный состав.

## Статистика в НБА
| Сезон                                                                                    | Команда      | Регулярный сезон | Регулярный сезон | Регулярный сезон | Регулярный сезон | Регулярный сезон | Регулярный сезон | Регулярный сезон | Регулярный сезон | Регулярный сезон | Регулярный сезон | Регулярный сезон | Серия плей-офф | Серия плей-офф | Серия плей-офф | Серия плей-офф | Серия плей-офф | Серия плей-офф | Серия плей-офф | Серия плей-офф | Серия плей-офф | Серия плей-офф | Серия плей-офф |
| Сезон                                                                                    | Команда      | GP               | GS               | MPG              | FG%              | 3P%              | FT%              | RPG              | APG              | SPG              | BPG              | PPG              | GP             | GS             | MPG            | FG%            | 3P%            | FT%            | RPG            | APG            | SPG            | BPG            | PPG            |
| ---------------------------------------------------------------------------------------- | ------------ | ---------------- | ---------------- | ---------------- | ---------------- | ---------------- | ---------------- | ---------------- | ---------------- | ---------------- | ---------------- | ---------------- | -------------- | -------------- | -------------- | -------------- | -------------- | -------------- | -------------- | -------------- | -------------- | -------------- | -------------- |
| 1999/2000                                                                                | Лейкерс      | 49               | 1                | 7,0              | 38,9             | 34,0             | 65,9             | 1,5              | 0,2              | 0,2              | 0,1              | 3,2              | 9              | 0              | 5,0            | 36,8           | 20,0           | 54,5           | 1,1            | 0,2            | 0,1            | 0,0            | 2,4            |
| 2000/01                                                                                  | Лейкерс      | 59               | 1                | 10,1             | 30,9             | 22,1             | 70,9             | 1,9              | 0,3              | 0,2              | 0,2              | 3,1              | 7              | 0              | 3,9            | 50,0           | 50,0           | 50,0           | 0,7            | 0,1            | 0,0            | 0,0            | 2,0            |
| 2001/02                                                                                  | Лейкерс      | 82               | 1                | 21,5             | 41,1             | 37,1             | 67,5             | 3,7              | 1,4              | 0,9              | 0,5              | 7,1              | 19             | 0              | 17,2           | 36,5           | 22,9           | 73,3           | 3,6            | 0,6            | 0,6            | 0,5            | 5,0            |
| 2002/03                                                                                  | Лейкерс      | 71               | 7                | 22,7             | 39,0             | 37,1             | 79,0             | 4,0              | 1,3              | 0,8              | 0,5              | 6,9              | 11             | 7              | 28,9           | 44,9           | 33,3           | 88,9           | 4,5            | 2,2            | 1,0            | 0,4            | 8,0            |
| 2003/04                                                                                  | Лейкерс      | 82               | 48               | 23,8             | 40,8             | 34,9             | 76,0             | 4,0              | 1,4              | 1,0              | 0,5              | 7,4              | 22             | 19             | 21,4           | 43,0           | 37,3           | 65,0           | 2,3            | 0,5            | 0,9            | 0,4            | 5,5            |
| 2004/05                                                                                  | Лейкерс      | 15               | 3                | 20,4             | 35,6             | 36,2             | 75,0             | 3,5              | 0,9              | 0,5              | 0,1              | 7,3              | Не участвовал  | Не участвовал  | Не участвовал  | Не участвовал  | Не участвовал  | Не участвовал  | Не участвовал  | Не участвовал  | Не участвовал  | Не участвовал  | Не участвовал  |
| 2005/06                                                                                  | Лейкерс      | 71               | 5                | 21,7             | 40,0             | 31,3             | 67,4             | 3,9              | 1,0              | 0,9              | 0,5              | 6,3              | 7              | 0              | 17,3           | 38,2           | 42,9           | 40,0           | 2,3            | 0,6            | 0,6            | 0,1            | 5,3            |
| 2006/07                                                                                  | Даллас       | 60               | 17               | 21,4             | 39,5             | 35,3             | 75,0             | 3,6              | 0,6              | 0,8              | 0,4              | 6,4              | 6              | 1              | 18,2           | 20,0           | 25,0           | 80,0           | 3,0            | 0,7            | 1,0            | 0,3            | 3,5            |
| 2007/08                                                                                  | Даллас       | 53               | 4                | 15,5             | 35,7             | 32,4             | 70,6             | 2,6              | 0,7              | 0,4              | 0,2              | 3,7              | 5              | 0              | 12,4           | 39,3           | 33,3           | 60,0           | 3,0            | 0,0            | 0,4            | 0,4            | 5,8            |
| 2008/09                                                                                  | Даллас       | 43               | 17               | 16,5             | 38,0             | 28,9             | 77,3             | 1,8              | 0,3              | 0,5              | 0,3              | 3,4              | Не участвовал  | Не участвовал  | Не участвовал  | Не участвовал  | Не участвовал  | Не участвовал  | Не участвовал  | Не участвовал  | Не участвовал  | Не участвовал  | Не участвовал  |
| 2009/10                                                                                  | Голден Стэйт | 45               | 4                | 16,9             | 43,2             | 39,0             | 69,6             | 2,5              | 0,7              | 0,9              | 0,2              | 5,4              | Не участвовал  | Не участвовал  | Не участвовал  | Не участвовал  | Не участвовал  | Не участвовал  | Не участвовал  | Не участвовал  | Не участвовал  | Не участвовал  | Не участвовал  |
| Наведите курсор мыши на аббревиатуры в заголовке таблицы, чтобы прочесть их расшифровку. |              |                  |                  |                  |                  |                  |                  |                  |                  |                  |                  |                  |                |                |                |                |                |                |                |                |                |                |                |